# Gladenbach
Gladenbach – miasto uzdrowiskowe w Niemczech, w kraju związkowym Hesja, w rejencji Gießen, w powiecie Marburg-Biedenkopf. Miasto o powierzchni 72,28 km²; liczy 12 054 mieszkańców (dane z 30 czerwca 2015).

## Współpraca
Miejscowości partnerskie:
- Bad Tabarz, Turyngia, Niemcy
- Londerzeel, Belgia
- Monteux, Francja
- Niemcza, Polska